# Vorošilov (incrociatore)
Il Vorošilov fu un incrociatore della Marina militare sovietica, entrato in servizio nel giugno 1940 come seconda unità della classe Kirov.
Assegnato alla Flotta del Mar Nero, l'incrociatore partecipò alla seconda guerra mondiale operando contro i tedeschi e le forze dell'Asse nelle acque della penisola di Crimea in particolare durante l'assedio di Sebastopoli; convertito in nave sperimentale per missili nel dopoguerra e poi in nave caserma, fu poi radiato e demolito nel marzo 1973.

## Storia

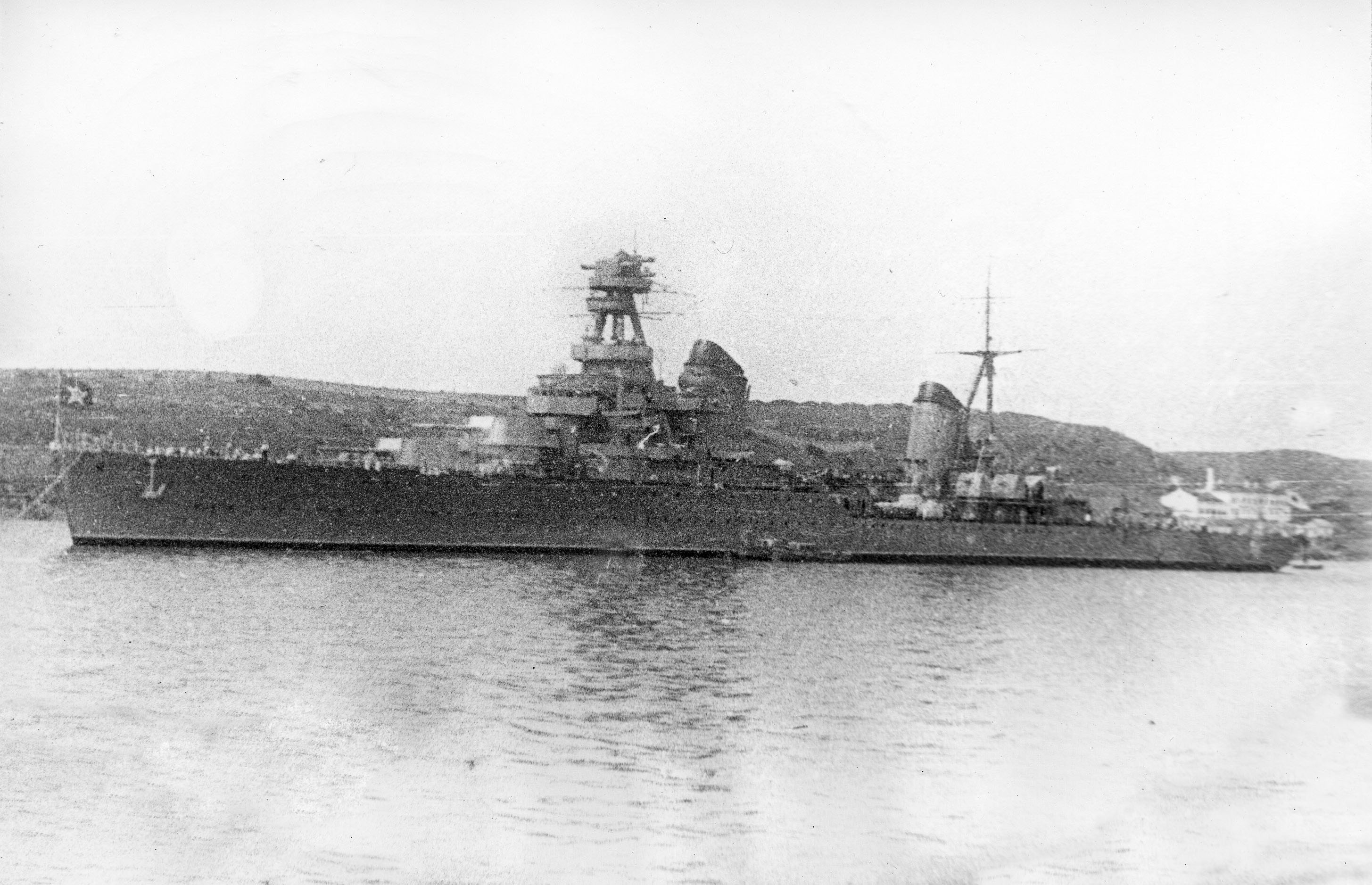
La nave ripresa nell'imminenza delle ostilità il 20 giugno 1941

Impostata nei cantieri navali di Nikolaev nell'odierna Ucraina il 15 ottobre 1935, la nave fu varata il 28 giugno 1937 con il nome di Vorošilov (Ворошилов) in onore di Kliment Efremovič Vorošilov, l'allora Ministro della difesa dell'Unione Sovietica; l'unità entrò poi in servizio, dopo ritardi dovuti all'approntamento del suo apparato propulsivo, il 20 giugno 1940.
Assegnato alla Flotta del Mar Nero, al momento dell'invasione tedesca dell'URSS nel giugno 1941 il Vorošilov era di stanza a Sebastopoli ma già il 23 giugno fu impegnato in una missione contro il porto romeno di Costanza: l'unità supportò il bombardamento della città ad opera dei cacciatorpediniere conduttore Char'kov e Moskva (quest'ultimo affondato dopo l'urto con una mina), riportando anche leggeri danni per lo scoppio di una mina fatta detonare dai parabordi del cacciatorpediniere Soobrazitelny, di scorta all'incrociatore. Il 19 settembre seguente il Vorošilov fornì fuoco di supporto alla guarnigione di Odessa assediata dalle forze dell'Asse, colpendo le postazioni nemiche con 180 colpi da 180 mm, per poi essere trasferito nella base di Novorossijsk. Il 2 novembre 1941 l'incrociatore fu attaccato da bombardieri tedeschi Junkers Ju 88 del Kampfgeschwader 51 mentre era fermo in porto, venendo colpito due volte: una delle bombe innescò un incendio nel magazzino delle munizioni numero 3, estinto però dall'allagamento del locale causato dal secondo colpo a segno.
Il Vorošilov fu spostato nel porto di Poti per le riparazioni, protrattesi fino al febbraio del 1942; il 19 marzo e il 3 aprile l'incrociatore tornò in azione bombardando le postazioni dell'Asse a Feodosia, ma il 10 aprile fu leggermente danneggiato da schegge di bombe lanciate da Ju 88 tedeschi e rientrò a Batumi per le riparazioni. L'8 e l'11 maggio l'unità fornì fuoco d'appoggio ai reparti sovietici sbarcati sulla penisola di Kerč', ma il 27 maggio, mentre era impegnata in una missione di trasporto truppe da Batumi a Sebastopoli assediata, il suo apparato propulsivo si guastò e la nave rimase ferma in porto per le riparazioni fino al 24 luglio 1942. Il 29 novembre 1942, durante una nuova missione di bombardamento di Feodosia, il Vorošilov rimase danneggiato per l'urto con una mina, ma fu in grado di rientrare a Poti con i suoi mezzi; giusto poco dopo il completamento delle riparazioni, nel gennaio 1943 l'incrociatore fornì fuoco di appoggio allo sbarco dei reparti sovietici sulla penisola di Malaya Zemlya vicino Novorossijsk. Il 17 febbraio l'unità si trasferì dalla base di Poti a quella di Batumi.

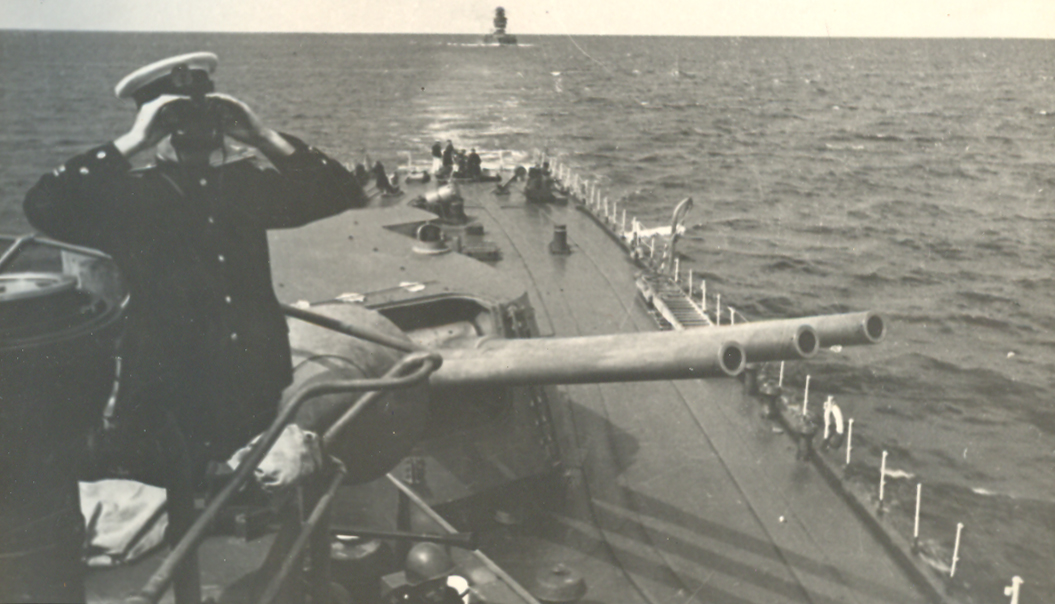
Una delle torri trinate da 180 mm dell'incrociatore

Dopo l'affondamento di tre cacciatorpediniere sovietici in attacchi aerei tedeschi il 6 ottobre 1943, Stalin vietò l'impiego di unità navali pesanti sovietiche senza un suo specifico ordine e il Vorošilov concluse di fatto la sua attività bellica. L'unità fu trasferita a Novorossijsk il 18 agosto 1944 e a Sebastopoli, da poco riconquistata dall'Armata Rossa, il 5 novembre; sempre nel 1944, l'incrociatore ricevette alcuni apparati radar di fabbricazione britannica ottenuti tramite il Lend-Lease: un apparecchio Type 284 e due Type 285 per il controllo del fuoco delle batterie principali, un Type 291 per l'avvistamento di aerei e due Type 282 per la direzione del tiro antiaereo; l'armamento contraereo fu notevolmente potenziato negli anni della guerra tramite l'aggiunta di nuove bocche da fuoco da 37 e 45 mm. L'8 luglio 1945 l'incrociatore fu insignito dell'onorificenza dell'Ordine della Bandiera rossa.
Il Vorošilov fu ispezionato nel 1946 e trovato in condizioni insoddisfacenti, ma fu comunque destinato a compiti di routine; la modernizzazione dell'incrociatore iniziò nell'aprile 1954, ma la Marina sovietica riconsiderò i lavori nel 1955 ritenendoli insufficienti a fare dell'unità una nave veramente moderna: il 17 febbraio 1956 il Vorošilov fu quindi selezionato per la conversione in unità per la sperimentazione di apparati missilistici, e sottoposto a lavori per la rimozione del suo armamento e la ristrutturazione delle sovrastrutture. L'unità rientrò in servizio il 31 dicembre 1961 con la designazione di OS-24, per poi essere sottoposta a nuovi lavori di modernizzazione tra il 31 ottobre 1963 e il 1º dicembre 1965; il 6 ottobre 1972 l'unità, ormai obsoleta, fu radiata dal servizio attivo e riclassificata come nave caserma con la designazione di PKZ-19, per poi essere venduta per la demolizione il 2 marzo 1973. Una delle eliche e una delle ancore dell'incrociatore sono ancora oggi conservate presso il museo di Sebastopoli.